# ダグ・サンプソン
ダグ・サンプソン（Doug Sampson、1957年6月30日-）は、イギリスのミュージシャン。 1978年から1979年までアイアン・メイデンで活動した。

## 経歴
1957年、ロンドンで生まれる。
1975年までスティーヴ・ハリスやデニス・ウィルコックと共にスマイラーで活動していた。同年、ハリスが結成したアイアン・メイデンへの加入を要請されたが、「ロックに少しうんざりしていた」ため断り、ジャンスキーに加入。しかし、ハリスに再び誘われて1978年に加入。この時、サンプソンの紹介でポール・ディアノも加入し、デビュー時のラインナップが揃う。
同年12月31日「サウンドハウス・テープス」のレコーディングに参加。
1979年、バンドはEMIと契約し、デモテープのレコーディングに参加。
しかし、大規模なツアーの連続による過労と睡眠不足で体調を崩し、1979年12月22日に脱退。のちに彼は脱退したことを「痛手だった」と回想している。脱退後は、兄のサムらとエアフォースを結成し、 1996年に脱退。
2015年、アイアン・メイデンの元メンバーが数多く参加する「ザ・レガシー・プロジェクツ」のチャリティ募金ライブにゲストで参加。アイアン・メイデン時代に使用していたドラム・セットを持参し、9曲を収録したコンピレーション『オリジンズ・オブ・ライオン前』に楽曲を提供した。
2016年、20年ぶりにエアフォースに復帰。 バンドと共に3曲の新曲をレコーディングし、2016年7月15日にバンドのキャリアを振り返るアルバム「ジャッジメント・デイ」をリリースした。
2017年4月、クライヴ・バーの追悼のために開催された「バー・フェスト」に参加。
2017年、「ブラックボックス・レコーディングス Vol.2 サウンドハウス・エディション」のレコーディングに参加。このアルバムにはかつてアイアン・メイデンで共に活動したポール・ディアノもゲストボーカルで参加した。
現在もエアフォースで活動している。

## ディスコグラフィー
アイアン・メイデン
- サウンドハウス・テープス (1979)
- アックス・アタック (1980)
- メタル・フォー・マタス (1980)
- ランニング・フリー (1980) – "Burning Ambition" only
- BBC Archives (2002)

エアフォース
- Origins of Iron (2015) - "War Games" only
- ジャッジメント・デイ (2016)
- ブラックボックス・レコーディングス Vol.1 (2016)
- ブラックボックス・レコーディングス Vol.2 :サウンドハウス・エディション(2017)
- ブラックボックス・レコーディングス Vol.2 (2018)